# NI Multisim
NI Multisim（旧名Electronics Workbench）是一款著名的电子设计自动化软件，与NI Ultiboard同属美国国家仪器公司的电路设计软件套件。是入选伯克利加大SPICE项目中为数不多的几款软件之一。Multisim在学术界以及产业界被广泛地应用于电路教学、电路图设计以及SPICE模拟。

## 发展历史
1995年，加拿大Interactive Image Technologies公司应安大略省政府需求开发出Electronics Workbench（简称EWB），用做大学里电路教学的辅助软件。
1998年，Interactive Image Technologies公司与印刷电路板设计软件ULTIboard的开发商荷兰Ultimate Technology公司战略合作。
1999年，Interactive Image Technologies公司与Ultimate Technology合并，新公司取名为Electronics Workbench，并将Electronics Workbench改名为MultiSIM，推出MultiSIM 2001，即MultiSIM 6，MultiSIM与Ultiboard一同构成新公司的产品线。
2003年，Electronics Workbench公司发布Multisim 7。
2005年，Electronics Workbench公司被美国National Instrument公司收购，成为旗下Electronics Workbench部门，发布Multisim 8。
2006年，National Instrument公司发布Multisim 9。
2007年，National Instrument公司发布NI Circuit Design Cuit 10，包含NI Multisim 10和NI Ultiboard 10。

## 价格
| 版本   | 价格  |
| ------ | ----- |
| 专业版 | $4591 |
| 完整版 | $2800 |
| 基本版 | $1773 |
| 教育版 | $628  |